# Nostra Signora del Sacro Cuore (Rom)

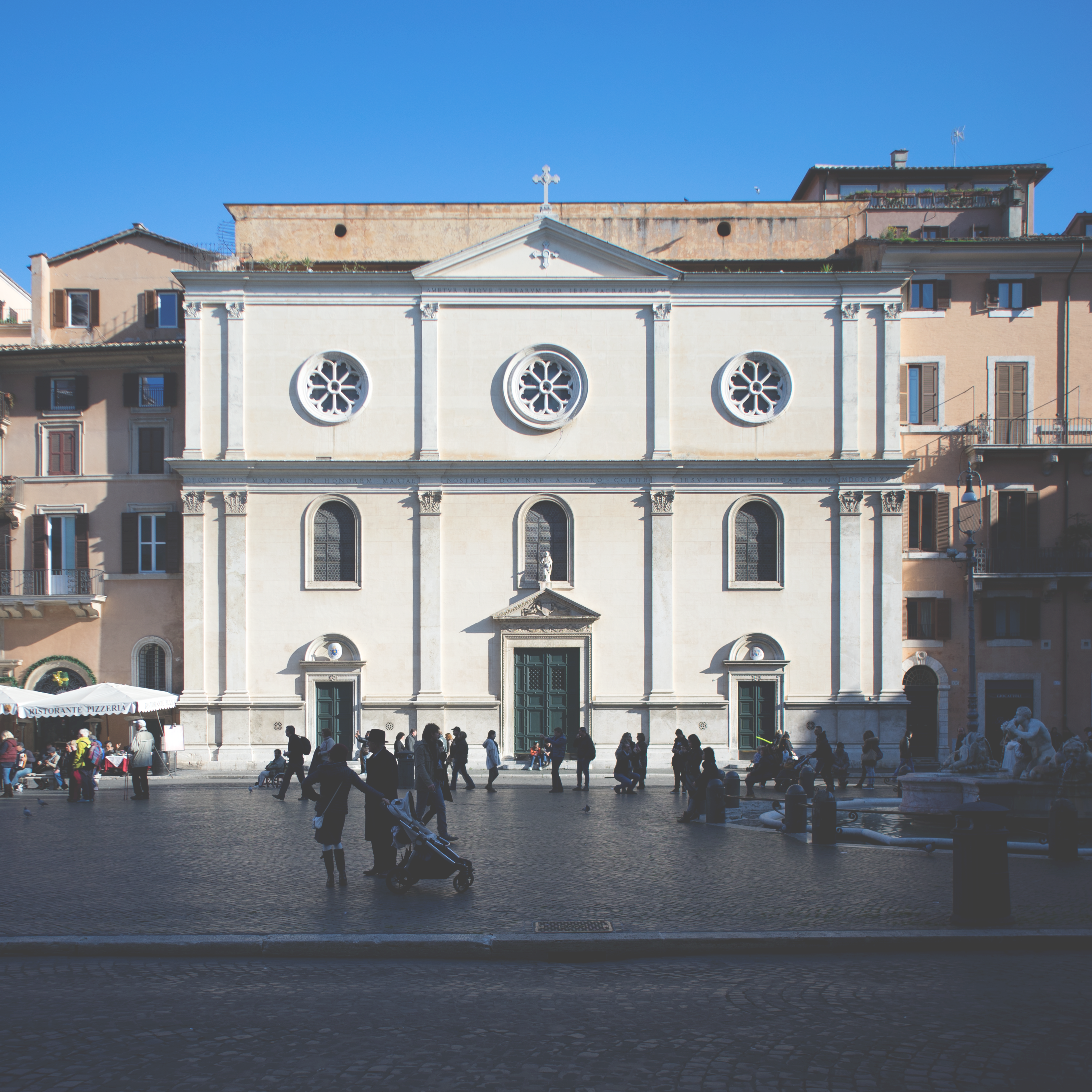
Nostra Signora del Sacro Cuore, Fassade an der Piazza Navona

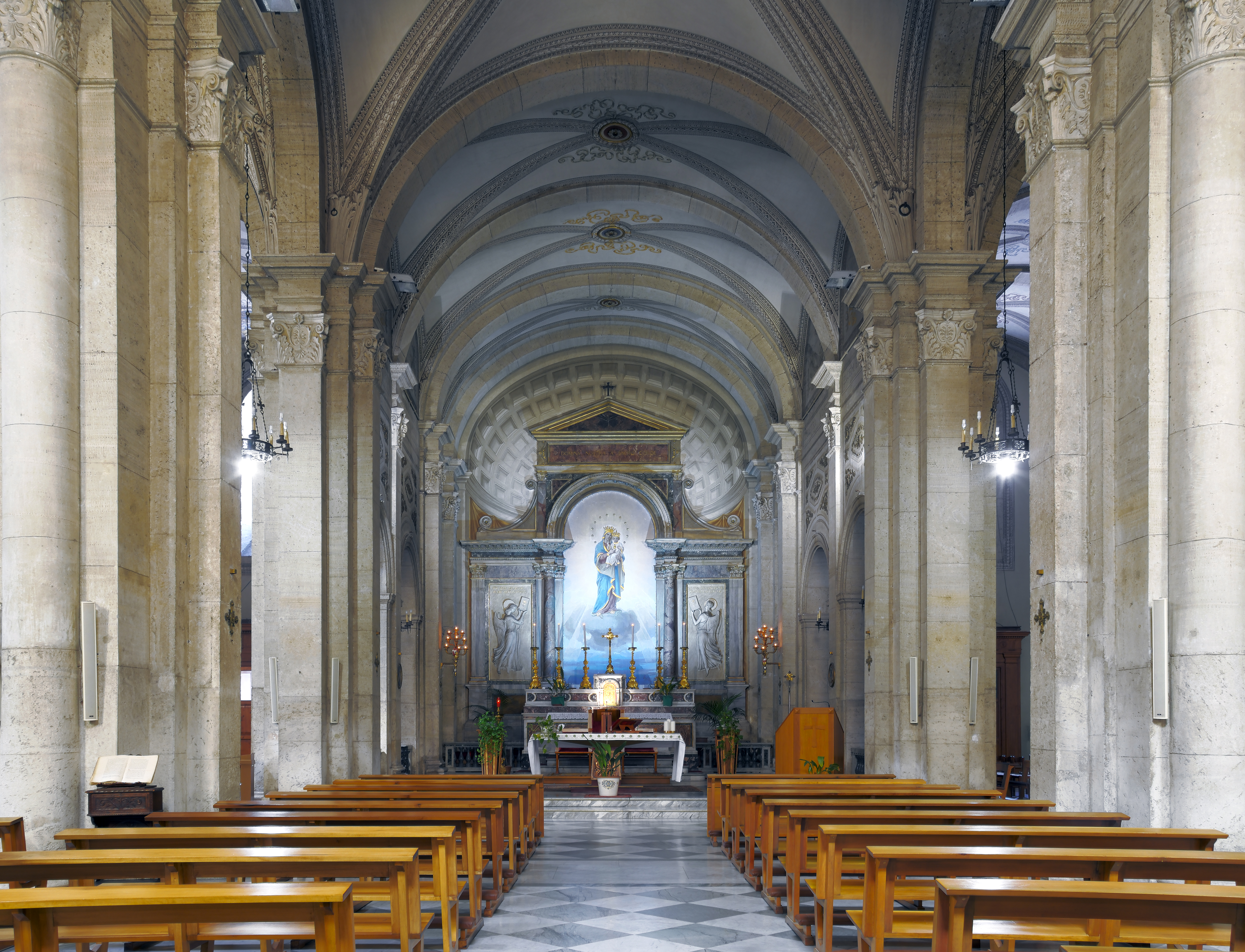
Inneres der Kirche

Die Kirche Nostra Signora del Sacro Cuore (auch San Giacomo degli Spagnoli genannt) ist eine katholische Kirche, die der Jungfrau Maria geweiht ist und sich an der Piazza Navona in Rom befindet. Sie ist die Titeldiakonie von Kardinal Koch.

## Geschichte
Die Vorgängerkirche wurde im 12. Jahrhundert auf den Ruinen des alten Stadions des Domitian errichtet. Die heutige Kirche wurde zum Heiligen Jahr 1450 von einer Kommission unter Leitung des Infanten Heinrich von Kastilien, dem Sohn des Königs Ferdinand III. von Kastilien errichtet. Die Fassade, die sich ursprünglich auf der Gegenseite befand, wurde von Bernardo Rossellino gestaltet.
Seit 1506 war die Kirche die spanische Nationalkirche in Rom und wurde vor allem vom spanischen Hof und spanischen Pilgern genutzt. Erst nach der Vollendung der Kirche Santa Maria in Monserrato degli Spagnoli im 17. Jahrhundert übernahm diese die Rolle der spanischen Nationalkirche.
Im späten 19. Jahrhundert wurde unter Papst Leo XIII. das Gebäude, das bereits zu zerfallen drohte, umfassend renoviert. Im Rahmen dieser Renovierungsarbeiten wurde der Haupteingang auf die Front zur Piazza Navona verlegt. Die Apsis und das Querschiff wurden 1938 abgerissen, um für die parallel zur Piazza Navona verlaufende neue Durchgangsstraße Corso del Rinascimento Platz zu schaffen.

## Einrichtung
Die meisten Kunstwerke und Grabmonumente wurden in die Kirche Santa Maria de Monserrato degli Spagnoli überführt. Erhalten sind bis heute einige Werke der Renaissance, darunter eine Kanzel in mehrfarbigem Marmor sowie die Marmorwand hinter dem Hochaltar. Auch die Kapelle di San Giacomo ist erhalten.

## Kardinaldiakone
- Cesare Zerba pro illa vice (1965–1973)
- Mario Luigi Ciappi (1977–1987)
- José Saraiva Martins (2001–2009)
- Kurt Koch (seit 2010), Kardinalpriester pro hac vice ab 2021